# Kórusz József
Kórusz József (Veszprém, 1927. június 15. – Veszprém, 2010. március 10.) magyar festő, grafikus. Festményei és grafikái, melyeken a tájak és az emberek a gondosan tanulmányozott szín és fényhatások érzékeny visszaadásával jelennek meg. Művei megtalálhatóak a Magyar Nemzeti Galériában, a Művelődésügyi Minisztériumban, a Ráday Múzeumban és a Vízügyi Múzeumban.

## Életrajz
A budapesti Képzőművészeti Főiskola növendéke (1948–1953), Pór Bertalan és Szőnyi István voltak a mesterei, freskó szakon végzett. 1953-tól kiállító művész. 1960–66 között Zebegényben a Szőnyi-házban dolgozott. Megfordul Franciaországban, Olaszországban, Spanyolországban és Hollandiában. Később visszatér és letelepedik Zebegényben. 1969-től a zebegényi szabadiskola tanáraként tevékenykedett. Szőnyi szellemi hagyatékának ápolója, a Dunakanyar egyik legkiemelkedőbb alkotója.
Alapító tagja A Derkovits Kollégiumnak (1946.) és a Részkarcoló Művészek Alkotóközösségének. A Szőnyi-hagyomány következetes és méltó folytatója, készített olajképeket, akvarelleket, linó- és fametszeteket, rézkarcokat, tusrajzokat. Tárgy- és témaköre a zsáner és plein air műfaján belül igen változatos. A dunakanyari táj és életmód szorgalmas és hű megörökítője. Szőnyi István ihlette művészete alapvetően természetelvű.
Munkásságát 1979-ben a Szocialista Kultúráért kitüntetéssel ismerték el.

### Egyéni kiállítások
- Derkovits Terem, Budapest (1976)
- Vármúzeum, Simontornya (1977)
- Pataki István Művelődési Központ, Budapest (1979)
- Kisduna Galéria, Budapest (1981)
- Szőnyi-ház, Zebegény (1997)

### Válogatott csoportos kiállítások
- Országos Képzőművészeti Kiállítások, Műcsarnok, Budapest (1953–1970)
- Tavaszi Tárlat, Műcsarnok, Budapest (1957)
- Dolgozó emberek között, Ernst Múzeum, Budapest (1960)
- Balatoni Nyári Tárlatok, Keszthely (1966–68 és 1976)
- Kisgrafikai Biennálé, Keszthely (1973)
- Ex Libris Kongresszus kiállítása, Helsinki (1974)
- Fényes Szelek nemzedéke, Magyar Nemzeti Galéria, Budapest (1976)
- Magyar Grafika '78, Magyar Nemzeti Galéria, Budapest (1979)

### Művei
- Bort, búzát, békességet, 1965. /linóleum metszet/
- Holtág horgászokkal, 1965. /rézkarc/
- Zivatar, rézkarc, papír
- Gyümölcsök fényben

### Díjak
- 1953–54-ben a Művelődésügyi Minisztérium ösztöndíja,
- 1979-ben a Szocialista Kultúráért kitüntetés.

## Irodalmi források
- HORVÁTH B.: ~ (kat. bev., Budapest, 1979)
- VÉGVÁRI L.: Zebegény krónikája 1967–1977, Művészet, 1977/6.